# 夢ペンギン物語
『夢ペンギン物語』（ゆめペンギンものがたり）は、1991年1月25日に日本のコナミから発売されたファミリーコンピュータ用アクションシューティングゲーム。
基本的にはアクションゲームであるが、第2、第4、最終ステージ（第6）のボス戦はシューティングゲームになる。
2006年にはWindows用ソフトとしてi-revoにて配信された。

## 概要
ペン太はやせる事を目的としており、敵キャラはペン太を太らせようと食べ物を投げたりして攻撃をしてくる。食べ物にぶつかるとペン太は反射的にそれを食べてしまい太ってしまう。特定の敵を倒すと出てくる「やせ薬」を使うなどしてやせる事ができる（特定の敵はステージ開始時にわかるようになっている）。
太っているか痩せているかは画面下に表示されているゲージでわかるようになっており、ゲージに応じてペン太の姿も変化する。
アクションステージでは水の中に落ちてしまうと一気に太ってしまうので注意。太りすぎると「ふうせん」状態となり一定時間動けなくなる。
ペン太の太り具合は「やせ」「ふつう」「ひまん」の3つに別れ、それぞれの状態によってスピードやジャンプ力、攻撃内容が違う。
- 「やせ」…「ポ砲」という「ポ」の形したミサイルのようなものが口から発射される
- 「ふつう」…キック
- 「ひまん」…フライングボディアタック

ステージは時間制となっており、時間内にステージクリアができない場合、クリアしてもゲージにはノルマがあるため合格ラインより太っているとゲームオーバーになる。

## ストーリー
ある日、主人公のペン太は、恋人のペン子から太っているペン太の体型を見損ない、サングラスをかけたギン次と付き合うと言われてしまう。ペン子は、本当に自分が好きなら痩せて迎えに来てほしいとペン太に話し、一方ギン次はやせ薬を部下に持たせたから悔しかったら奪って痩せてみろと見下して言った。
ペン子の機嫌をよくしようと一定時間内にペン太が痩せようとするが、そこにギン次が邪魔しようとするというストーリーである。
なお、ゲーム中のメッセージ表記は全てひらがなのため、実際の名前表示は「ぺんた」「ぺんこ」「ぎんじ」のようになっている。

## スタッフ
- つくったひと：しんこん いのうえ（井上秀登）、ざっぷ ひがし（ひがしとしふみ）
- えをかいたひと：ばってん たかき (T.TAKAKI)、ごんざれす しんどお（しんどうまさみつ）
- おんがく：なぞなぞ すずき（鈴木勝彦）、すけのみや ふじお（藤尾敦）
- てつだってくれたひと：ぐれーと やまだ（山田善朗）、ぴえーる おぎくぼ（荻窪一仁）、ぴーでい しもいで（霜出健治）、ちろりあん きむら（木村幸一）、くろこたい
- おせわになったひと：あんとにお きど（木戸秀二）、じゃいあんと きたうえ（北上一三）

## 評価
- ゲーム誌『ファミコン通信』の「クロスレビュー」では、6・5・7・7の合計25点（満40点）となっており[2]、レビュアーからはダイエット願望のある女性とプレイする事で「本領が発揮されるゲーム」といった意見が挙げられ、「条件さえ整えばかなりの好評を博すはず」など肯定的に評価されている[2]。

- ゲーム誌『ファミリーコンピュータMagazine』の読者投票による「ゲーム通信簿」での評価は以下の通り20.45点（満30点）となっている[1]。

| 項目 | キャラクタ | 音楽 | 操作性 | 熱中度 | お買得度 | オリジナリティ | 総合  |
| 得点 | 3.96       | 3.24 | 3.34   | 3.21   | 3.21     | 3.49           | 20.45 |